# Alberto Martínez (Leichtathlet)
Alberto Martínez (* 23. Februar 1978) ist ein ehemaliger spanischer Leichtathlet, der sich auf den Sprint spezialisiert hat.

## Sportliche Laufbahn
Erste internationale Erfahrungen sammelte Alberto Martínez im Jahr 1996, als er bei den Juniorenweltmeisterschaften in Sydney mit der spanischen 4-mal-400-Meter-Staffel in 3:06,95 min den vierten Platz belegte. Im Jahr darauf belegte er bei den Junioreneuropameisterschaften in Ljubljana in 47,56 s den vierten Platz im 400-Meter-Lauf und siegte mit der Staffel in 3:08,18 min. 1998 gewann er bei den Europameisterschaften in Budapest mit der Staffel in 3:02,47 min gemeinsam mit Antonio Andrés, Juan Trull und David Canal die Bronzemedaille hinter den Teams aus dem Vereinigten Königreich und Polen. 2002 schied er bei den Halleneuropameisterschaften in Wien mit 47,39 s in der ersten Runde über 400 Meter aus und gewann mit der Staffel in 3:06,60 min gemeinsam mit Carlos Meléndez, David Canal und Salvador Rodríguez die Bronzemedaille hinter den Teams aus Polen und Frankreich. Im Sommer verpasste er dann bei den Freiluft-Europameisterschaften in München mit 3:05,28 min den Finaleinzug mit der Staffel und wurde anschließend beim IAAF World Cup in Madrid mit der europäischen Auswahlstaffel disqualifiziert. Im Jahr darauf wurde er mit der Staffel bei den Hallenweltmeisterschaften in Birmingham im Vorlauf disqualifiziert und 2004 verpasste er mit der Staffel bei den Hallenweltmeisterschaften in Budapest mit 3:10,95 min den Finaleinzug. Im selben Jahr beendete er dann seine aktive sportliche Karriere im Alter von 26 Jahren.

## Persönliche Bestleistungen
- 400 Meter: 46,43 s, 20. August 2002 in Donostia / San Sebastián
  - 400 Meter (Halle): 47,22 s, 9. Februar 2002 in Sevilla